# Chelsea Light Moving
Chelsea Light Moving byla americká rocková skupina, založená v New Yorku na jaře roku 2012. Šlo o superskupinu, jejíž členy jsou zpěvák a kytarista Thurston Moore, kytarista Keith Wood, baskytaristka Samara Lubelski a bubeník John Moloney. Svůj název si skupina vzala podle stejnojmenné stěhovatelské firmy, kterou vedli skladatelé Steve Reich a Philip Glass. První album, jež nese stejný název jako skupina samotná, vyšlo v březnu 2013 u vydavatelství Matador Records. Později se psalo o i vydání druhého alba, které se mělo jmenovat Love Life, a jehož vydání bylo naplánováno na rok 2014. Thurston Moore však později založil jinou skupinou, s níž vydal album, a o Chelsea Light Moving mluvil jako o minulosti.

## Členové
- Thurston Moore – zpěv, kytara
- Keith Wood – kytara
- Samara Lubelski – baskytara
- John Moloney – bicí

## Diskografie
- Chelsea Light Moving (2013)